# 강충모
강충모(姜忠模, Choong-Mo Kang)는 한국예술종합학교 음악원 교수와 줄리아드 스쿨 음악 분야 교수를 지낸 피아니스트이다.

## 생애
천안에서 태어났고 아버지는 음악교사를 지냈다. 서울대학교 졸업 후 유학을 떠나 귀국해 한국예술종합학교 음악원 교수가 되었다가 2011년부터 줄리아드 스쿨 음악 분야 교수를 지냈지만 불미스러운 혐의로 정직되었고 정직 사건의 결론은 공개되지 않았으나 줄리아드 음대 교수직은 그만두었다.
부인은 동년생 서울대 음대 동기인 이혜전으로, 딸 강나연도 피아니스트이다.

## 학력
- 서울대학교 음악대학 졸업

## 가족 관계
- 전처소생 장녀포함 1남2녀
- 부인 : 이혜전(숙명여대 음대 교수), 1961년생, 서울대 음대 피아노과 79학번.
  - 아들: 강태훈(치과의사),미국 펜실베니아 치과대학
  - 딸 : 강예지(그래픽디자이너,밴쳐사업가), 미국 아마존 기업,강나연(피아니스트),미국 줄리아드 음악학교